# مقاطعة بروم (نيويورك)
مقاطعة بروم (بالإنجليزية: Broome County)‏ هي إحدى المقاطعات في ولاية نيويورك في الولايات المتحدة الأمريكية.

## أعلام
- جوني هارت
- لويس إي. بارسونز
- لوسيان ستيفن كراندال